# Юрківська сільська рада (Великомихайлівський район)
Юркі́вська сільська́ ра́да — колишня адміністративно-територіальна одиниця та орган місцевого самоврядування в Великомихайлівському районі Одеської області. Адміністративний центр — село Юрківка.
Дата ліквідації — 27 листопада 2015 року. Населені пункти були підпорядковані Великомихайлівській селищній громаді.

## Загальні відомості
- Територія ради: 24 км²
- Населення ради: 151 особа (станом на 2001 рік)

## Населені пункти
Сільській раді підпорядковувалися такі населені пункти:
- с. Юрківка
- с. Дзержинське

## Населення
За переписом населення 2001 року в сільській раді мешкала 151 особа.

### Мова
Розподіл населення за рідною мовою за даними перепису 2001 року:
| Мова       | Відсоток |
| ---------- | -------- |
| українська | 80,79 %  |
| російська  | 13,91 %  |
| молдовська | 5,3 %    |

## Склад ради
Рада складається з 12 депутатів та голови.
- Голова ради: Грабаровський Анатолій Сергійович
- Секретар ради: Радько Світлана Миколаївна

### Керівний склад попередніх скликань
| Прізвище, ім'я, по батькові       | Основні відомості                                                               | Дата обрання | Дата звільнення |
| --------------------------------- | ------------------------------------------------------------------------------- | ------------ | --------------- |
| Марангоз Дмитрій Костянтинович    | Сільський голова, 1962 року народження, безпартійний                            | 26.03.2006   | 31.10.2010      |
| Грабаровський Анатолій Сергійович | Сільський голова, 1964 року народження, освіта середня спеціальна, безпартійний | 31.10.2010   |                 |

Примітка: таблиця складена за даними сайту Верховної Ради України

### Депутати
За результатами місцевих виборів 2010 року депутатами ради стали:

#### За суб'єктами висування
| Суб'єкт висування | Кількість обраних депутатів | %  |
| ----------------- | --------------------------- | -- |
| Партія регіонів   | 9                           | 75 |
| Самовисування     | 3                           | 25 |

#### За округами
| № округу        | Прізвище, ім'я, по батькові  | Дата визнання обраним | Освіта             | Партійна приналежність | Відомості про обраного депутата                        |
| --------------- | ---------------------------- | --------------------- | ------------------ | ---------------------- | ------------------------------------------------------ |
| Партія регіонів |                              |                       |                    |                        |                                                        |
| 1               | Вічко Петро Петрович         | 03.11.2010            | середня            | позапартійний          | СГ «Вічко», директор                                   |
| 2               | Радько Світлана Миколаївна   | 03.11.2010            | середня            | член Партії регіонів   | Юрківська сільська рада, бухгалтер                     |
| 3               | Конікова Ольга Трифонівна    | 03.11.2010            | середня            | позапартійна           | тимчасово не працює                                    |
| 4               | Дубенко Сергій Федорович     | 03.11.2010            | середня спеціальна | позапартійний          | ІСП «Янтар», бригадир                                  |
| 5               | Янюк Марія Федорівна         | 03.11.2010            | середня            | позапартійна           | пенсіонер                                              |
| 8               | Попік Вадим Володимирович    | 03.11.2010            | середня            | член Партії регіонів   | тимчасово не працює                                    |
| 9               | Дубенко Любослава Іванівна   | 03.11.2010            | середня            | позапартійна           | пенсіонер                                              |
| 10              | Йосиф Галина Василівна       | 03.11.2010            | середня спеціальна | член Партії регіонів   | Юрківський фельдшерсько-акушерський пункт, завідувачка |
| 12              | Дубило Микола Миколайович    | 03.11.2010            | середня            | член Партії регіонів   | пенсіонер                                              |
| Самовисування   |                              |                       |                    |                        |                                                        |
| 6               | Морар Олексій Олександрович  | 17.01.2011            | середня            | позапартійний          | тимчасово не працює                                    |
| 7               | Чернецька Тетяна Анатоліївна | 17.01.2011            | вища               | позапартійна           | Районний військомат, спеціаліст                        |
| 11              | Голіченко Надія Іванівна     | 17.01.2011            | середня            | позапартійна           | пенсіонер                                              |